# Höör Station
Höör Station, er en svensk jernbanestation i Höör på Södra Stambanan.

## Trafik
Fra Höör kører der Pågatåg mod Hässleholm og Kristianstad. Endvidere kører der Øresundstog mod Alvesta-Kalmar.
| Foregående station |  | Veolia            |  | Efterfølgende station    |
| ------------------ |  | ----------------- |  | ------------------------ |
| Eslövmod Malmö C   |  | ÖresundstågKalmar |  | Hässleholm Cmod Kalmar C |

| Jernbane | Spire Denne jernbaneartikel er en spire som bør udbygges. Du er velkommen til at hjælpe Wikipedia ved at udvide den. |

55°56′13″N 13°32′29″Ø / 55.9369°N 13.5415°Ø